# Pont de Tjeldsund
Le Pont de Tjeldsund (norvégien : Tjeldsundbrua) est un pont suspendu de 1 007 mètres de long qui traverse le détroit Tjeldsundet entre Hinnøya et le continent, dans le comté de Troms, en Norvège.

## Transport
Le pont est parcouru par la route européenne 10. La traversée du pont était payante jusqu'à la fin du remboursement des emprunts, en 1981, elle est gratuite depuis.
En période de vent fort, le pont peut être fermé. Il y a des anémomètres de chaque côté du pont. Certains hivers, il est nécessaire de faire circuler les véhicules par convois.